# Pudr

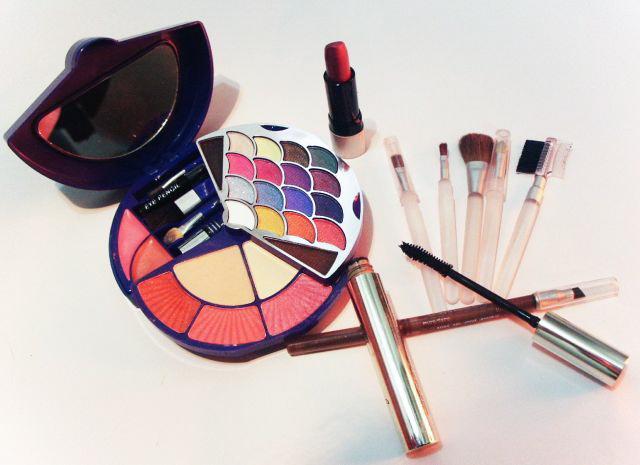
Vícebarevný pudr s ostatními kosmetickými pomůckami.

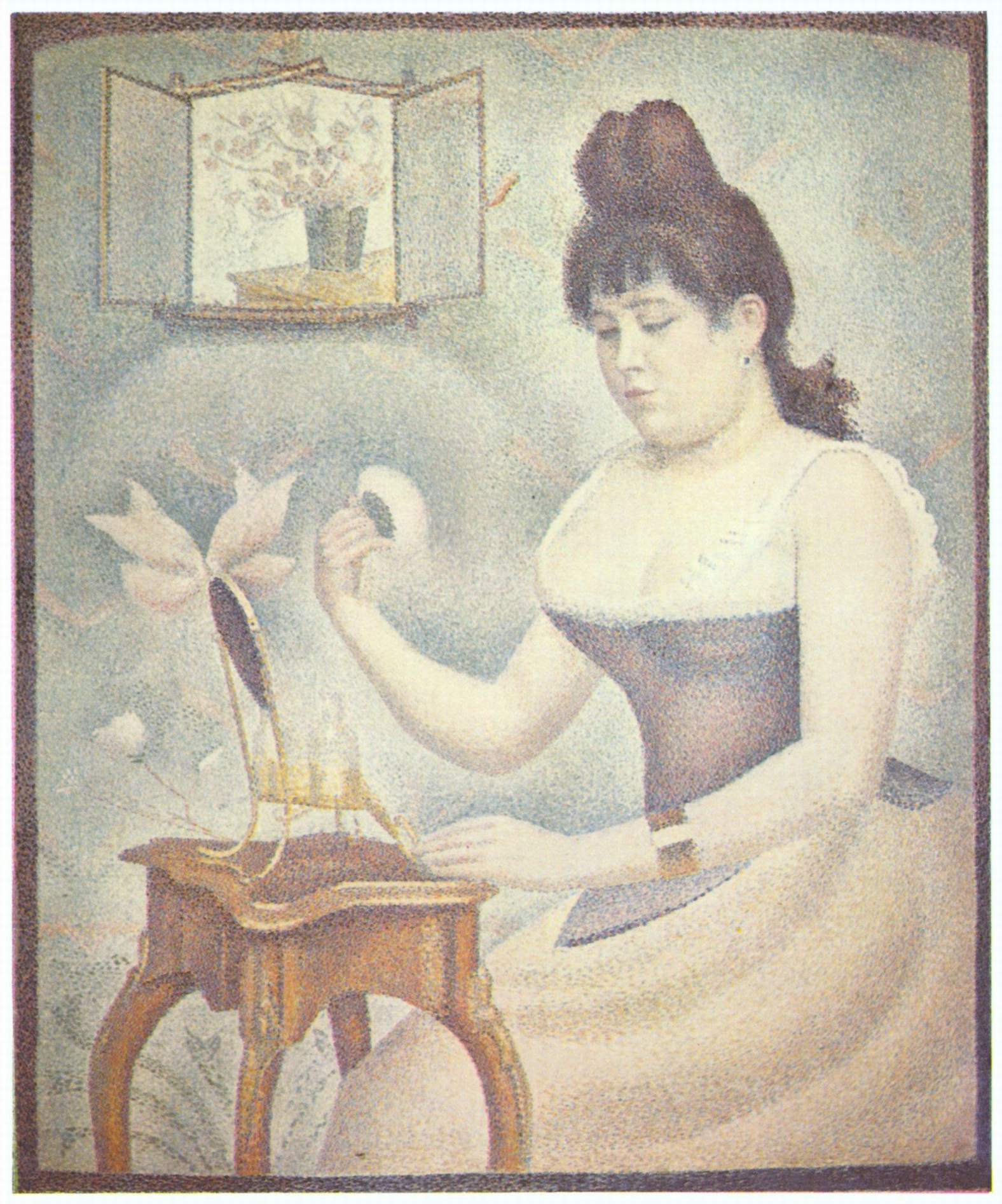
Georges Seurat: Žena při pudrování

Pudr je druh dermatologického léčiva a kosmetického líčidla, které se nanáší na tvář, případně na jiné části těla (dekolt, pleš), aby se odstranil lesk pleti a zjemnil její vzhled, případně aby zafixoval nanesený makeup. Uchovává se v ozdobném pouzdře se zrcátkem a textilním pudrovátkem zvaném pudřenka.

## Složení
Je to jemný prášek, složený především z mastku, dále z kaolínu, křídy a barevných pigmentů. Na tvář se nanáší pomocí labutěnky nebo širokého štětce. Mastek, který je často kontaminován azbestem, je patrně rakovinotvorný.
Kompaktní pudr obsahuje navíc pojiva a je slisovaný do pevné hmoty, aby se dal bez problémů nosit v kabelce. Vyrábí se i pudr slisovaný do zhruba půlcentimetrových kuliček.

## Historie
Pudr se užíval již od pravěku - doby kamenné. Tehdy měl, stejně jako u přírodních národů dosud, funkci vyznačení kmenové příslušnosti, bojové pohotovosti nebo rituální význam. V antickém Římě se užíval prášek různých barev, císaři si jím barvili vlasy i tvář. Od středověku bylo běžné užívání hladké mouky ve funkci pudru. V renesanci ženy používaly bílý prášek, jehož bílé barvivo obsahovalo těžké kovy a olovo, po kterých pokožka praskala, a to vedlo k otravě olovem. Na přelomu 19. a 20. století byly škodliviny odstraněny a výrobci začali inzerovat "jeduprostý porcelánový" pudr.
V období baroka se pudrovaly dámy i pánové, módu zavedli Francouzi za Ludvíka XV. společně s bílými alonžovými parukami po roce 1660. Samuel Pepys si ve svém deníku dvorských mravů (vedeném do roku 1669) povšiml, že král Ludvík XIV. se nikdy nepudroval. Povinnost pudrovat se patřila ke společenským příležitostem v období rokoka asi od roku 1730. Tehdy se začaly pudrovat i paruky. Pudrování se doplňovalo výrazným růžovým líčením tváří s nalepenými muškami či pihami. V téže době byly zavedeny drahocenné miniaturní pudřenky, zhotovované z drahých kovů, zdobené drahokamy či emailem, někdy také ze slonoviny nebo z perleti, se zrcátkem ve víčku. Příslušel k nim polštářek z labutího peří (odtud byl odvozen současný termín labutěnka). Pudrování patřilo až do počátku 19. století k výsadám vyšších společenských vrstev. Proti pudrování začali vystupovat lékaři počátkem 20. století v souvislosti s bojem za zdravý životní styl bez líčidel.

## Současnost
V České republice se nejčastěji prodávají pudry v barevné škále růžové a béžové. Ve světě se nabídka pudrů liší podle rasového složení obyvatelstva jednotlivých zemí. Barva pudru by podle současných názorů měla co nejpřesněji odpovídat přirozené barvě pleti. Profesionální vizážisté proto používají univerzální transparentní (bezbarvý) pudr. Oblíbené jsou však i pudry v bronzových a terakotových odstínech, které zastávají i funkci tvářenky (růže, „zdravíčka“). V historii se široce používal pudr bílý, jelikož bledá pleť byla do 19. století znakem urozenosti a bohatství.
V běžném životě používají pudr především ženy, při divadelním a filmovém líčení obě pohlaví. V televizním studiu bývá běžné pudrovat všechny zabírané osoby pro odstranění odlesků pleti.